# Campnosperma brevipetiolatum
Campnosperma brevipetiolatum là một loài thực vật có hoa trong họ Đào lộn hột. Loài này được Volkens mô tả khoa học đầu tiên năm 1901.